# Logo (Hamburg)

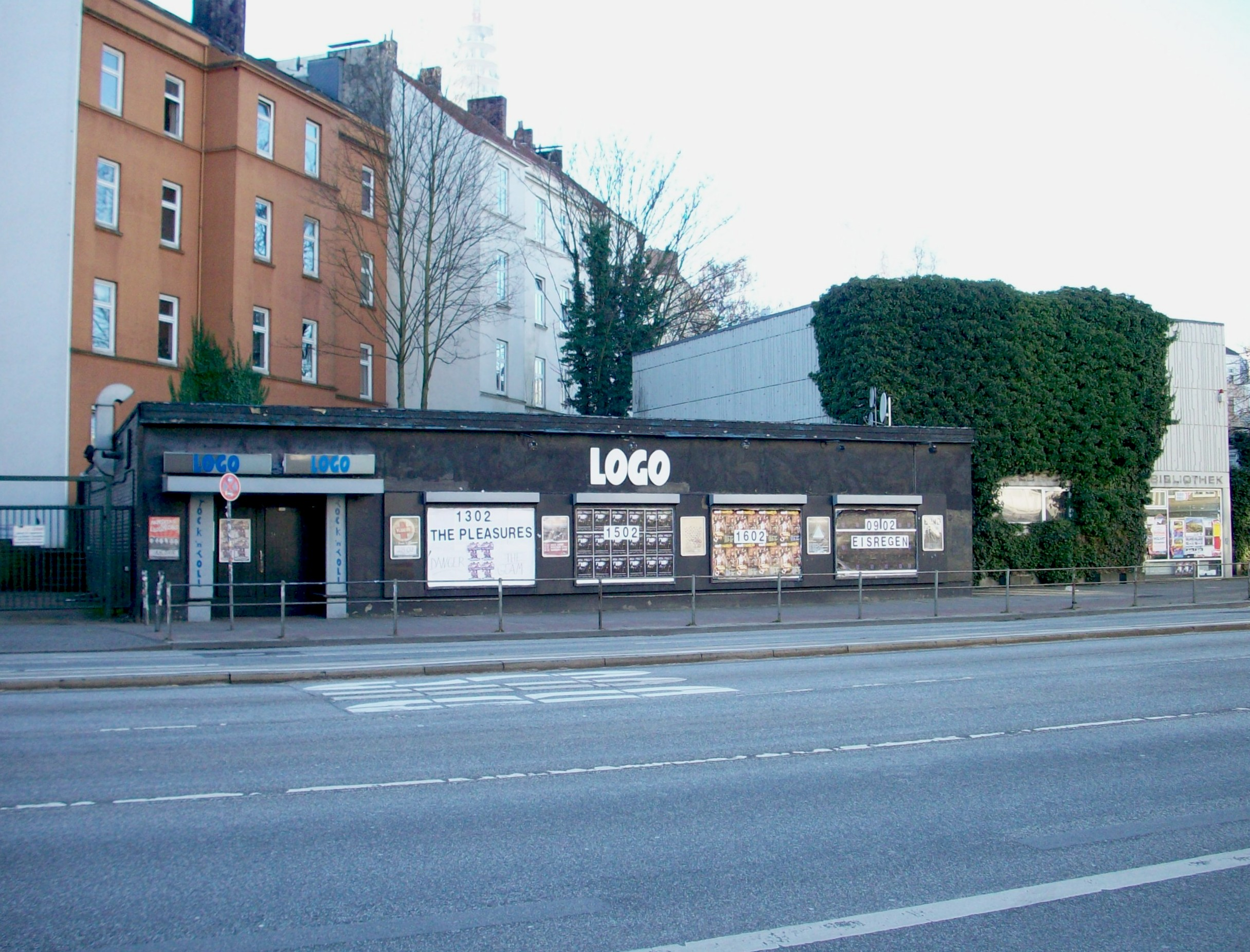
Das Logo im Jahr 2008

Das Logo ist ein Musikclub in Hamburg-Rotherbaum. Die 1974 gegründete Veranstaltungsstätte liegt an der Grindelallee 5 und verfügt über eine Kapazität von etwa 450 Besuchern.

## Geschichte
Das Logo wurde am 6. September 1974 in einem Flachbau in einer durch den Krieg entstandenen Baulücke, der zuvor ein kleines Möbelgeschäft beherbergte, eröffnet. Zunächst war es eher eine Kneipe, die von den Studenten der nahen Universität genutzt wurde. Über die Jahre entwickelte es sich zu einem bekannten Live-Club, in dem sowohl Nachwuchskünstler als auch etablierte Musiker und Gruppen gastierten. Es traten u. a. auf: Inga Rumpf, Mike Krüger, Edo Zanki, Achim Reichel, Otto Waalkes, Truck Stopp, Rudolf Rock und die Schocker, Jürgen von der Lippe, Udo Lindenberg, die Dire Straits, Joe Jackson, Karat, die Erste Allgemeine Verunsicherung, Ulla Meinecke, Hannes Wader, Axel Zwingenberger, Die Kassierer, Extrabreit, Torfrock, Europe, die Münchener Freiheit, Stoppok, Bo Diddley, Philip Boa, Rammstein, Suede, Oasis, Hape Kerkeling, Selig, Ike Moriz, Slipknot, Queens of the Stone Age, Entombed, Sportfreunde Stiller, Beatsteaks und viele mehr. Rammstein brachte beim letzten ihrer vier Auftritte unangemeldete Pyroeffekte mit, worauf Geschäftsführer Eberhard Gugel ihnen weitere Shows untersagte.
Gugel wurde 1994 Geschäftsführer des Clubs. Karsten Schölermann, der seit 1983 den Club Knust betrieb, wurde zugleich Mitinhaber. Letzterer veranstaltete auch die Hamburger Festivals Rockspektakel, Hafen Rock (beim Hafengeburtstag) und Reeperbahn Festival.
Ende der 2000er-Jahre gab es Pläne, an der Stelle des Logo einen Neubau zu errichten, in den das Logo nach einer Übergangsphase in einem Nachbargebäude wieder einziehen sollte. Bislang wurde dies wie auch ein Umzug auf eine andere Fläche nicht verwirklicht. 2014 wurde der 40. Geburtstag gefeiert.
Seit dem 12. März 2020 war der Club wie die anderen in der Hansestadt aufgrund der COVID-19-Pandemie geschlossen. Im September 2020 gab das Logo bekannt, dass es kurz vor der Pleite stehe, die öffentlichen Hilfsprogramme griffen nicht. Der Club bat daher um Spenden. Inzwischen ist das Logo auch dank Spenden- und Werbeaktionen seit Frühjahr 2022 wieder geöffnet. Ende 2021 war zudem ein Betreiberwechsel erfolgt – Karsten Schölermann ist nun mit Lea Goltz und Chris August für den Club verantwortlich, Eberhard Gugel zog sich zurück.

## Rezeption
Der Club wurde auch als „überaus beliebter“ „Kult-Club“ beschrieben und zählt „zu den wichtigsten Liveclubs in Hamburg“. Er wurde auch als „legendär“ und als „lauteste Sauna Hamburgs“ bezeichnet. Hervorgehoben wurde auch die Bedeutung als Plattform für den Musikernachwuchs.
Lotto King Karl, der selbst mehrfach im Logo auftrat, besingt es in seinem Song Der letzte langsame Pogo (vom Album Weiß’ Bescheid, 1996). Allerdings ist die Erwähnung „um drei Uhr nachts“ unrealistisch, da der Club aus Lärmschutzgründen für die Anwohner um Mitternacht schließt.